# Margot Gallimard
Margot Gallimard est une éditrice, scénariste et réalisatrice française née le 18 février 1988.
Elle dirige depuis 2021 la collection L’Imaginaire des éditions Gallimard.

## Biographie

### Jeunesse et études
Margot Gallimard naît le 18 février 1988,. Ses parents sont Annie Walter et Antoine Gallimard, fondateur du groupe Madrigall, l'une des principales holding éditoriales françaises. C'est son arrière grand-père Gaston Gallimard, qui a fondé en 1911 les éditions Gallimard. Elle a trois sœurs : Charlotte, Laure et Louise.
Elle grandit dans le 7e arrondissement de Paris, rue Gaston-Gallimard, où est situé l’appartement de fonction des éditions Gallimard. Durant son adolescence, dans les années 1990, elle s’initie à plusieurs formes d’expression artistique, notamment la danse, le dessin et l’écriture. Elle développe ensuite une passion pour le cinéma, nourrie en particulier par la figure de l’actrice Romy Schneider et le cinéma de Claude Sautet. 
Après le baccalauréat, elle termine une bi-licence lettres/cinéma à la Sorbonne Nouvelle Paris III, puis un Master de lettres. Elle obtient ensuite un Master de scénario à l’École supérieure de réalisation audiovisuelle (ESRA).

### Carrière professionnelle

#### Dans le cinéma
En 2013, elle est finaliste du prix Sopadin (devenu Les prix du scénario) avec son scénario de long-métrage de fin d'études "Pivoines". Elle s'expérimente à la régie sur plusieurs plateaux de cinéma, au montage, à la capture vidéos promotionnelles pour divers institutions, notamment pour l'Opéra de Paris. Elle réalise aussi plusieurs clip-vidéos comme "Armani" de Claude Violante.  
En 2017, elle réalise Larsen, qui obtient le Prix du public du Meilleur court-métrage français du Festival international de films de femmes de Créteil 2018 (Compétition internationale), le Prix du meilleur court métrage du Festival IMMaginario 2021, le Prix du Jury au Festival Des Images aux Mots 2020. Il est aussi sélectionné à d'autres festival internationaux comme le Festival International du Film de Palm Springs 2018, au Festival Chéries-Chéris 2018, au Wicked Queer : The Boston LGBT Film Festival, au Psarokokalo International Short Film Festival, au Festival de films LGBTI de Berne Queersicht, au Festival Pink Screens Bruxelles, au Queer Screen Film Fest Sydney, au Festival Mix Milano.  
Elle continue d'écrire des projets de court-métrages et de long-métrages.

#### Dans l'édition
En janvier 2021, Margot Gallimard prend la direction de la collection L’Imaginaire,. Lancée en 1977 par son père, la collection vise à faire vivre le fond de la maison d'édition en proposant des rééditions de textes littéraires.
Elle constate que seules 34 femmes figurent parmi les 320 auteurs publiés et entreprend un travail de rééquilibrage de la représentation des autrices au sein de la collection. Son premier choix se porte sur Nouvelles pensées de l’Amazone de Natalie Clifford Barney, qu’elle avait elle-même eu des difficultés à se procurer à l’âge de vingt ans. Cette réédition marque le début d’un effort visant à mettre en lumière des voix lesbiennes et féminines marginalisées,.
Elle est l'une des premières signataires de la tribune #MeToo dans l’édition : tout le monde savait, publiée le 8 mai 2021 dans Libération.
En 2022, elle poursuit sa démarche avec la réédition du Voyage sans fin de Monique Wittig, une pièce de théâtre publiée initialement dans une revue militante. La reprise de l’œuvre donne lieu à des lectures publiques, notamment à la Maison de la poésie à Paris, avec la participation d’actrices telles qu’Adèle Haenel et Nadège Beausson-Diagne.
En quatre ans, Margot Gallimard fait entrer une vingtaine de nouvelles autrices dans la collection L’Imaginaire, dont Gisèle Halimi, Annie Ernaux, Alice Guy ou Rachilde. Pour accompagner ces rééditions, elle met en place un système de doubles préfaces confiées à des figures contemporaines du féminisme et de la culture, telles que Constance Debré, Wendy Delorme, Laure Murat, Céline Sciamma ou Victoire Tuaillon. Ces personnalités participent activement à la médiatisation des ouvrages, contribuant à leur visibilité dans la presse, à la radio et lors d’événements littéraires.
Elle est membre du comité de lecture des éditions Gallimard depuis 2022 et s'occupe de plusieurs ouvrages en Hors-série Littérature comme l'édition du scénario augmenté du film "Anatomie d'une chute" de Justine Triet et Arthur Harari. 

## Filmographie
- 2017 : Larsen, scénariste et réalisatrice, produit par Les films du clan[11]